# Casais (Vilarinho)
Casais é uma povoação da freguesia de Vilarinho, concelho da Lousã, que conta menos de 50 habitantes. Esta povoação tem um apeadeiro da linha ferroviaria do Ramal da Lousã. Faz fronteira com a povoação da Ribeira dos Casais e com a povoação do Prilhão.